# 佐治賢使
佐治 賢使（さじ ただし、1914年〈大正3年〉1月1日 - 1999年〈平成11年〉6月14日）は、漆芸家。岐阜県多治見市出身。本名は正。市川市名誉市民。

## 年譜
- 1936年（昭和11年）- 文部省美術展覧会（文展）に初入選
- 1938年（昭和13年）- 東京美術学校工芸科漆工部を卒業
- 1961年（昭和36年）- 漆工屏風「都会」で日本芸術院賞受賞[1]、現代工芸美術家協会設立に参加
- 1981年（昭和56年）- 日本芸術院会員
- 1984年（昭和59年）- 中日文化賞受賞[2]
- 1989年（平成元年）- 文化功労者顕彰
- 1994年（平成6年）- 市川市名誉市民[3]
- 1995年（平成7年）- 文化勲章受章

## 主な作品
- 金彩紅梅大盆
- 早春
- 都会